# Каппель-ла-Гранд (шаховий турнір)
Каппель-ла-Гранд опен - щорічний відкритий шаховий турнір, який проводиться в муніципалітеті Каппель-ла-Гранд (Франція) починаючи з 1985 року.
З часом він став одним із найбільших відкритих турнірів у світі, але за силою гравців трішки поступається таким турнірам як Гібралтар, Аерофлот опен та Катар мастерз опен. 
26-й турнір, який відбувся 2010 року, зібрав 652 учасники з 57 країн, серед яких 82 гросмейстери і 61 міжнародний майстер. 
Зазвичай турнір проходить у другий половині лютого за прискореною швейцарською системою і складається з дев'яти раундів. Організатором його є шаховий клуб L'Echiquier Cappellois, а самі змагання проходять у Палаці мистецтв міста Каппель-ла-Гранд.

## Список переможців
- Нотатка: якщо кілька учасників поділили перше місце, то учасник з більшим коефіцієнтом Бухгольца вказаний першим.

| #  | Рік  | Переможець(і) | Очки | К-ть гравців |
| -- | ---- | --- | ---- | ------------ |
| 1  | 1985 | Вальдемар Ханаш (Польща) | 6½   | 68           |
| 2  | 1986 | Сергій Смагін (СРСР) В'ячеслав Ейнгорн (СРСР) Джозеф Галлахер (Англія) | 6    | 106          |
| 3  | 1987 | Ентоні Костен (Англія) Анатолій Вайсер (СРСР) Джонні Гектор (Швеція) | 7    | 115          |
| 4  | 1988 | Володимир Охотник (СРСР) | 7½   | 138          |
| 5  | 1989 | Нухим Рашковський (СРСР) Марк Гебден (Англія) | 7    | 137          |
| 6  | 1990 | Нухим Рашковський (СРСР) Марк Гебден (Англія) | 7½   | 201          |
| 7  | 1991 | Анатолій Вайсер (СРСР) Метью Садлер (Англія) | 8    | 289          |
| 8  | 1992 | Джуліан Годжсон (Англія) | 8    | 308          |
| 9  | 1993 | Євген Соложенкін (Росія) | 7½   | 416          |
| 10 | 1994 | Володимир Чучелов (Росія) Антоні Майлс (Англія) Геннадій Кузьмін (Україна) Марк Гебден (Англія) | 7    | 401          |
| 11 | 1995 | Антоні Майлс (Англія) Марк Гебден (Англія) Євген Свєшніков (Росія) | 7    | 572          |
| 12 | 1996 | Олександр Ненашев (Узбекистан) | 7½   | 509          |
| 13 | 1997 | Володимир Бурмакін (Росія) Володимир Баклан (Україна) Любомир Фтачник (Словаччина) Жан-Марк Дегрев (Франція) Олексій Вижманавін (Росія) Антоні Майлс (Англія) Рустам Касимджанов (Узбекистан) Юрій Круппа (Україна) Марк Гебден (Англія) Дарюс Ружеле (Литва) | 7    | 504          |
| 14 | 1998 | Ігор Глек (Росія) | 7½   | 637          |
| 15 | 1999 | Сімен Агдестейн (Норвегія) Михайло Гуревич (Бельгія) Павло Трегубов (Росія) | 7½   | 615          |
| 16 | 2000 | Юрій Круппа (Україна) Жілберту Мілош (Бразилія) | 7½   | 643          |
| 17 | 2001 | Володимир Чучелов (Бельгія) Ейнар Геусел (Норвегія) | 7½   | 702          |
| 18 | 2002 | Едуардас Розенталіс (Литва) | 7½   | 677          |
| 19 | 2003 | Володимир Бурмакін (Росія) Едуардас Розенталіс (Литва) Філіпп Шлоссер (Німеччина) Олександр Арещенко (Україна) Яків Геллер (Росія) Дмитро Бочаров (Росія) Євген Мірошниченко (Україна)                                                                        | 7    | 606          |
| 20 | 2004 | Євген Наєр (Росія) Кайдо Кюлаотс (Естонія) Артем Тимофєєв (Росія) Золтан Дьїмеші (Угорщина) Сергій Григорьянц (Росія) Олег Корнєєв (Росія) | 7    | 576          |
| 21 | 2005 | Давіт Шенгелія (Грузія) Михайло Бродський (Україна) | 7½   | 589          |
| 22 | 2006 | Олександр Моїсеєнко (Україна) | 7½   | 624          |
| 23 | 2007 | Ван Юе (Китай) Вугар Гашимов (Азербайджан) Давід Арутюнян (Грузія) Юрій Дроздовський (Україна) Василь Ємелін (Росія) | 7    | 608          |
| 24 | 2008 | Вугар Гашимов (Азербайджан) Давід Арутюнян (Грузія) Сергій Федорчук (Україна) Юрій Криворучко (Україна) Костянтин Чернишов (Росія) Андрій Дев'яткін (Росія) Васіліос Котроніас (Греція) Ервін Л'Амі (Нідерланди)                                              | 7    | 612          |
| 25 | 2009 | Юрій Вовк (Україна) | 7½   | 610          |
| 26 | 2010 | Ярослав Жеребух (Україна) | 7½   | 652          |
| 27 | 2011 | Гжегож Гаєвський (Польща) | 7½   | 573          |
| 28 | 2012 | Пентала Харікрішна (Індія) Парімар'ян Негі (Індія) Торніке Саникідзе (Грузія) Тигран Гарамян (Франція) Мартин Кравців (Україна) | 7    | 497          |
| 29 | 2013 | Санан Сюгіров (Росія) Парімар'ян Негі (Індія) Максим Родштейн (Ізраїль) Сергій Федорчук (Україна) Ерік Хансен (Канада) Влад-Крістіан Жіану (Румунія) Олексій Федоров (Білорусь) Юрій Вовк (Україна)                                                           | 7    | 564          |
| 30 | 2014 | Аксель Бахманн (Парагвай) Сергій Азаров (Білорусь) | 7½   | 604          |
| 31 | 2015 | Лі Чао (Китай) Володимир Онищук (Україна) | 7½   | 555          |
| 32 | 2016 | Гата Камський (США) | 7½   | 538          |